# Resolution 1175 des UN-Sicherheitsrates
Die Resolution 1175 des UN-Sicherheitsrates wurde am 19. Juni 1998 verabschiedet. Sie autorisierte Länder, dem Irak Ausrüstung bereitzustellen, da das Land nicht in der Lage war, ausreichend Erdöl im Wert von 5,256 Milliarden US-Dollar zu exportieren. Die Resolution fiel unter Kapitel VII der UN-Charta und erlaubte den Export notwendiger Teile, um die Ölexporte des Irak zu steigern. Bis zu 300 Millionen US-Dollar wurden für Ausgaben im Zusammenhang mit dem Export in ein Treuhandkonto eingezahlt. Generalsekretär Kofi Annan genehmigte einen Verteilungsplan, der für jede Verlängerung des Öl-für-Lebensmittel-Programms galt, und wurde beauftragt, die Verwendung der bereitgestellten Teile im Irak zu überwachen. Die Resolution zielte darauf ab, humanitäre Bedürfnisse im Irak zu erfüllen, bis die Regierung des Landes vorherige Sicherheitsratsresolutionen erfüllte.